# Bismarckstrasse (Berlins tunnelbana)

Bismarckstrasse är en tunnelbanestation på Berlins tunnelbanas linjer U2 och U7 i stadsdelen Charlottenburg. Den befinner sig under korsningen Bismarckstrasse/Wilmersdorfer Strasse och öppnades för trafik 28 april 1978.

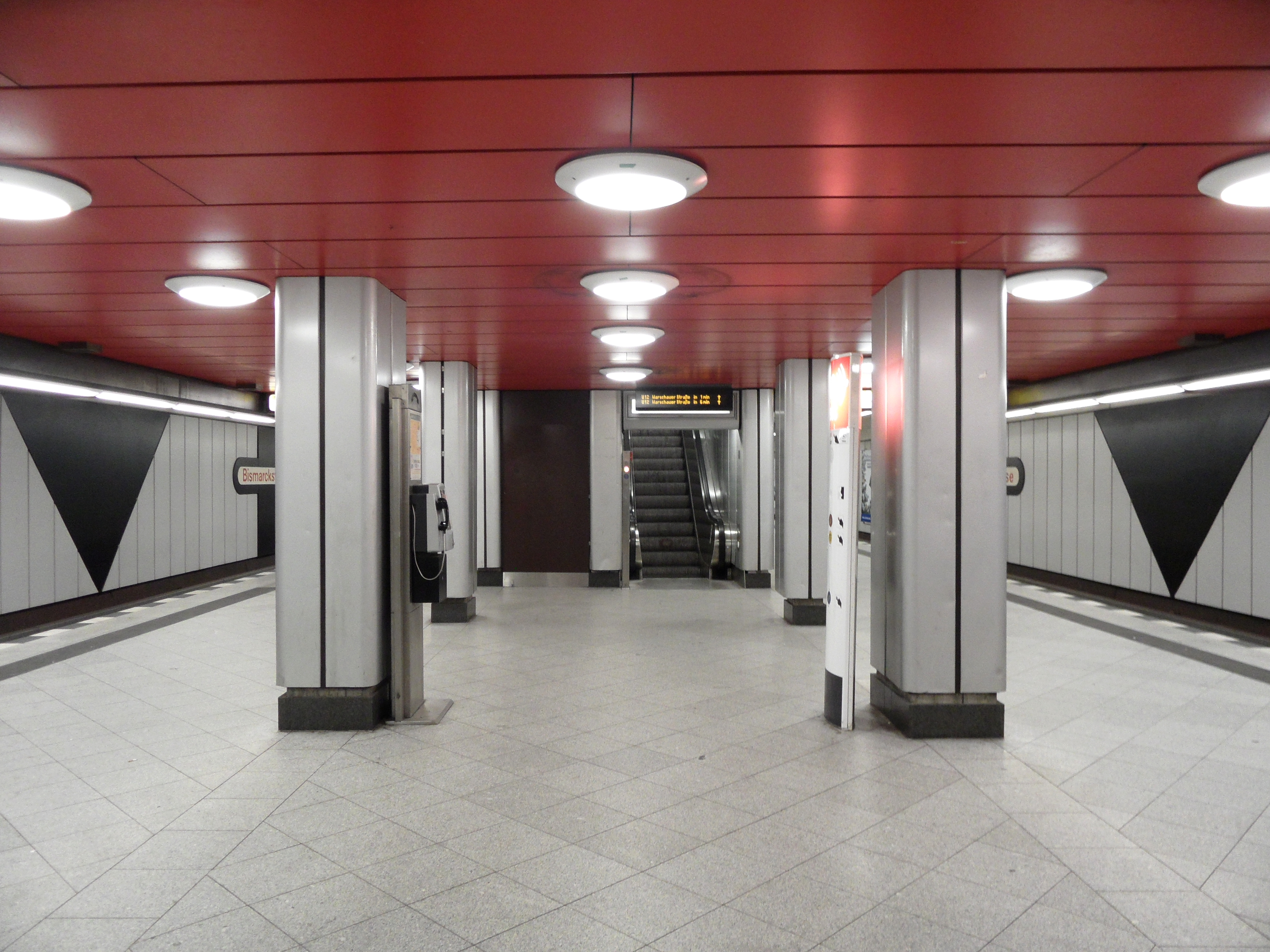
Perrong på linje , innan renovering
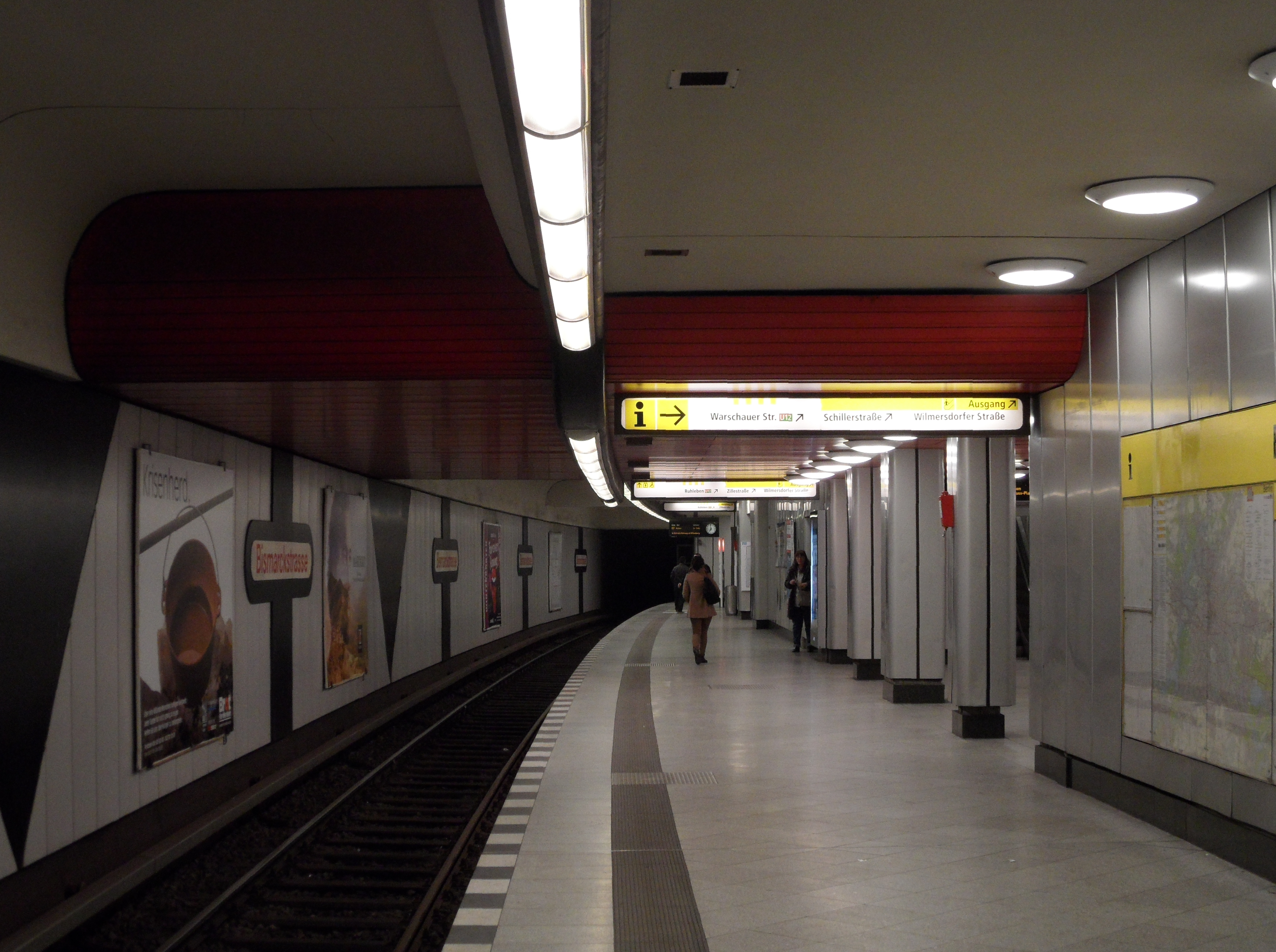
Perrong på linje , innan renovering